# 気賀勘重

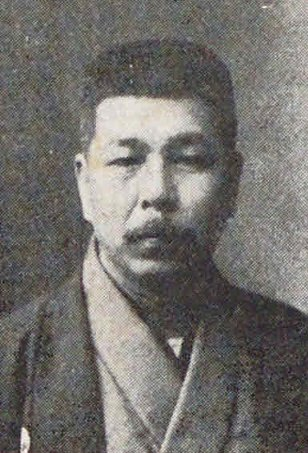
気賀勘重

気賀 勘重（きが かんじゅう / けが かんじゅう、1873年〔明治6年〕3月15日 - 1944年〔昭和19年〕11月11日）は、日本の経済学者（専攻は農業経済学・農政学）・政治家。法学博士、慶應義塾大学経済学部長・学事顧問、衆議院議員。静岡県出身。

## 経歴
静岡県浜名郡都盛村（現・浜松市中央区）の農家・三輪家に生まれる。西遠銀行頭取・気賀敬太郎の婿養子となる。19歳まで農業に従事したのち東上して、1895年（明治28年）に慶應義塾大学部文学科を卒業し、翌年普通部教員、1898年（明治31年）に理財科教務主任となる。1899年（明治32年）に慶應義塾が行ったドイツ留学派遣の第1期留学生として選抜され、ゲッティンゲン大学、ライプツィヒ大学、ベルリン大学で、経済学者カール・ビュヒャー (Karl Bücher) および財政学者のグスタフ・コーンらに師事し、論文 Das Bankwesen Japans（「日本の銀行制度」）にて博士学位を取得し、1903年（明治36年）に帰国した。
帰国後は慶應義塾に復帰し、法学博士の学位を受けて1922年（大正11年）に専門部部長、1926年（大正15年）には経済学部長に就任。学外では、社会政策学会に入会し中心メンバーの一人として長く活動を続けたほか、1920年（大正9年）に行われたワシントン国際労働会議政府代表として出席した塾長・鎌田栄吉に顧問として随行。第13回衆議院議員総選挙にて静岡県郡部区から選出されて当選し、立憲政友会に所属。衆議院議員を1期務めた。次いで文部省に招聘され高等文官試験委員となり、その他、米価審議会委員などを歴任した。
経済思想では、特にドイツとオーストリアの経済学の導入、農業問題・農政を最重要視したことから、農学者ともいわれる。申酉事件で東京高商（現在の一橋大学）の松崎蔵之助校長と対立し一時慶應義塾に移っていた福田徳三などの面倒を非常によくみた。

## 家族
- 実父・三輪幸一郞 ‐ 農業[4]
- 養父(岳父)・気賀敬太郎 ‐ 西遠銀行頭取[4]
- 長男・気賀真一郎‐千代田生命保険常務、慶大法科卒。妻は静岡県多額納税者・味噌製造業・斎藤重五郎の妹。[4][5][6]
- 二男・気賀潤二郎 ‐ 三井信託銀行人事部長。慶大経済学部卒。岳父に新潟県多額納税者・第四銀行5代頭取の田巻堅太郎。[4][7][8]
- 三男・気賀健三 ‐ 慶大教授。[4]
- 長女・田巻光 ‐ 田巻堅太郎の長男・俊太郎（資産家）の妻。東京府立第六高等女学校卒。[4][8]

## 主な著書

### 単著
- Das Bankwesen Japans, Berger, 1903
- 『交易論』（宝文館、1910年）
- 『企業の聯合及合同』（隆文館、1911年）
- 『工業政策』（時事新報社出版部、1920年）
- 『農村問題』（岩波書店、1925年）
- 『農業政策』（丸善、1927年）
- 『小作問題』（日本評論社、1929年）
- 『国民経済の進歩：経済原論』（国民工業学院、1932年）
- 『物価と所得：経済原論続篇』（国民工業学院、1933年）
- 『経済講話』（国民工業学院、1934年）
- 『経済学講話』（松華堂、1936年）

### 共著
- Lesebuch für den deutschen Unterricht, zusammengestellt von H. Minami und G. Muko, Doitsugogaku-Zasshisha, 1905
- （気賀健三）『世界原始産業論』（春秋社、1933年）
- （気賀健三）『世界經濟政策最近の動向』（春秋社、1933年）

### 翻訳
- フィリッポヴイッチ『経済原論』（同文館、1903年・増補版1908年）
- フィリッポヴイッチ『経済政策』（同文館、1906-1908年・増補版1910-1912年）
- アダム・スミス『國富論』（岩波書店、1926年）
- フィッシャー『利子論』（気賀健三との共訳、岩波書店、1935年）